# Éclair (personaggio)
Éclair (エクレール?) è un personaggio immaginario della serie manga e anime Kiddy Grade creata dallo studio Gonzo e gímik.

## Il personaggio
Éclair lavora per la GOTT (Galactic Organization of Trade and Tariffs). Anche se la sua occupazione principale è lavorare come receptionist, il suo impiego include anche l'essere inviata in missione in qualità di membro ES della cosiddetta "Unità ombra", al fine di garantire la normale gestione economica dei vari pianeti della galassia. Éclair opera con la collaborazione della sua partner più giovane, e collega Lumière, il suo robot guardiano Donnerschlag e l'astronave La Muse.
Conosciuta per la sua natura infantile, spesso indossa abiti striminziti o costumi divertenti, ma in stretta relazione all'incarico che le viene affidato. Per esempio, quando viene mandata a prendere una lettera di delega al governo Faunusian, indossa un abito da consegna pizza, e mette la lettera in un cartone da pizza. Ha anche la tendenza a gridare "Ta-da!" (じゃっ じゃ ~ ん!) Ogni volta che entra in scena per arrestare qualcuno, o nelle occasioni in cui si trova a sorprendere o salvare Lumière.
È dotata di una natura piuttosto chiassosa e di modi poco raffinati, per i quali spesso viene ripresa da Lumière, che le consiglia sistematicamente di comportarsi in maniera più femminile. È inoltre dotata di un fortissimo senso della giustizia che spesso al spinge ad azioni sconsiderate che finiscono sempre per mettere lei e la sua collega nei guai. Il suo potere speciale in qualità di ES è chiamato semplicemente "Power," ed è in grado di donarle forza e velocità sovrumana.
Nel corso della serie, si riveleranno i motivi ed i misteri che si celano dietro l'amnesia del personaggio. Quando, tramite alcuni flashback, Éclair recupererà i ricordi del proprio passato, si scoprirà la sua vera natura di cyborg di oltre 250 anni, morta e "rinata" numerose volte nel corso degli anni, madre adottiva di Chevalier D'Autriche, capo dell'Unione Galattica. Una volta che Éclair avrà preso pieno possesso del proprio passato, il suo potere potenziale sarà completamente sbloccato.